# 室户废校水族馆
室户废校水族馆(むろとはいこうすいぞくかん)是由高知县室戶市室戸岬町的旧室戸市立椎名小学(2001年閉校、2005年废校)改修而成的、2018年4月26日开馆的水族館。运营由特定非盈利活动法人(NPO)“日本海龟协会”成员负责。

## 歴史
室戸市以活性化废校利用为目的，投资五亿日元对废校进行整修。日本海龟协会在2001年起，决定把室户市作为进行学术调查的场所。在这期间，将其市内的两所小学废校。因为对这件事抱有惋惜的心情，所以负责了水族馆的运营。。“废校”这个名称也是协会坚持取的。。
尽管没有饲育能招徕顾客的压轴动物，但參觀人數超出了最初的預期，开馆未夠3個月（7月22日）的累计入场者已經突破了3万人次，於8月11日更突破了当初的年度目标（4万人次）。原因是“对废校的怀旧”和“可以花時間看看其他水族館經常被忽視的魚類和貝類”等。同年10月30日，入場人次突破了10万大关。

## 设施
舊校舍教室、舊洗手區、25m水池中設置的水族館展示了魚類和貝類，另外展出了大部分由當地漁民設置的網捕獲或由工作人員自己捕獲的50個物種和1000多種海洋生物，同时饲养有以指定管理者的团体为名的海龟。而25m水池飼養了雙髻鯊等鯊魚和鰩魚，大型圓形水族館飼養了鯖魚，原教室飼養了條紋鰻鮎、獅子魚和海鰻。
此外，除了生态展示，还展示了深海魚和小鬚鯨的标本。

## 运营
全年无休，開放時間為早上9時至下午5時（4月至9月則為早上9時至下午6時）

## 交通
- 停车场可停30辆私家車和2辆大巴
- 在大阪搭城際巴士6小时
- 坐高知機場发的车要1時間40分
- 高知東部交通的安艺甲浦線于废校水族館巴士站停车，再徒步1分钟[7]

## 周边景点
- 室戸世界地质公园中心（日语：室戸ジオパーク）
- 一木神社（日语：一木神社）
- 津照寺（日语：津照寺）

## 脚注
1. 1 2 3 4 5  高知・室戸の新たな観光スポット！小学校をリノベした「むろと廃校水族館」に行ってみた （页面存档备份，存于） - 高知家の○○（高知県庁、2018年4月29日）
2. 1 2 3 4 5 6 7  . 産経新聞. 2018-06-26  [2018-09-25]. （原始内容存档于2018-10-01）.
3. ↑  . 高知新聞. 2018-07-27  [2018-09-25]. （原始内容存档于2018-09-25）.
4. ↑  . 高知新聞. 2018-08-12  [2018-09-25]. （原始内容存档于2018-09-25）.
5. ↑  高知県室戸市の｢廃校水族館｣半年で10万人 11/4にイベント （页面存档备份，存于）『高知新聞』（2018年10月31日）2018年12月27日閲覧。
6. ↑  高知県の「むろと廃校水族館」来館者10万人超え「龍馬賞」にも選出 （页面存档备份，存于）『日経MJ』朝刊2018年11月14日（ニュースなデータ面）2018年12月27日閲覧。
7. ↑  ■バス停留所名変更のお知らせ （页面存档备份，存于）『高知東部交通』（2018年10月1日）2019年1月27日閲覧。

## 关联项目
- すさみ町立エビとカニの水族館（日语：すさみ町立エビとカニの水族館） - 使用的是废校中学的体育馆。